# OverDriver（すりぃRemix）
「OverDriver (すりぃRemix)」は、スキマスイッチの配信リリース作品。

## 解説
- 配信シングルとしては「茜 (スキマスイッチの曲)」以来1年ぶり。

## 収録曲
1. OverDriver （すりぃRemix）
作詞・作曲：スキマスイッチ
  - 2021年11月24日にリリースされた『Hot Milk』に収録されている「OverDriver」をボカロPのすりぃがリミックスしたもの[1]。
  - 原曲とは打って変わってサーカスのような雰囲気のアレンジとなっている[2]。
  - 配信日には本曲のMVに加え、ボカロの鏡音レンが歌唱した「OverDriver (すりぃRemix Vocaloid Ver.)」のMVが解禁された[1][3]。
  - スキマスイッチがボカロPにリミックスを依頼するのは初の試み。
  - ボカロPへのリミックス依頼はスタッフの発案[2]。
  - すりぃはリミックスをするにあたり、原曲の「逆張り（原曲に入っているエレキギターやストリングスを入れない等）」「自分のファンが聞いたときにすりぃの音と思ってもらえること」を意識したと語っている[2]。